# Saint-Géron
Saint-Géron település Franciaországban, Haute-Loire megyében. Lakosainak száma 244 fő (2022. január 1.). Saint-Géron Beaumont, Bournoncle-Saint-Pierre, Lempdes-sur-Allagnon, Léotoing, Lorlanges és Saint-Beauzire községekkel határos.

## Népesség
A település népessége az elmúlt években az alábbi módon változott:
| Lakosok száma | 177  | 164  | 161  | 188  | 251  | 256  | 258  | 249  | 245  | 244  |
|               | 1968 | 1982 | 1990 | 2006 | 2013 | 2015 | 2017 | 2019 | 2020 | 2022 |